# 김정숙 (1946년)
김정숙(전라남도 나주군, 1946년 8월 21일 ~ )은 대한민국의 교육학자이다. 제14대, 제15대, 제16대 국회의원을 지냈다. 제17대, 제18대 한국여성단체협의회장이다. 대한민국 최초의 여성 차관은 김영삼 정부에서 나오게 되었는데, 김정숙은 1993년에 김영순·김정자·정옥순·신태희 등과 함께 차관에 임명되었다.

## 학력
- 전주여자고등학교
- 고려대학교 교육학 학사
- 이화여자대학교 교육대학원 교육학 석사
- 조지 워싱턴 대학교 경영대학원 교육학 박사
- 단국대학교 명예정치학박사

## 경력
- 1989년 : 한국여성정치문화연구소 설립자 및 이사장
- 1990년 : 한국걸스카우트연맹 전국이사
- 1992년 9월 : 민주자유당 부대변인
- 1993년 3월 : 정무장관(제2)실 차관
- 1995년 : 한국공공정책학회 이사, 여성정책 위원장
- 1996년 2월 : 제14대 국회의원 (전국구/신한국당)
- 1998년 1월 : 제15대 국회의원 (전국구/한나라당)
- 2000년 : 21세기여성정치연합 공동대표
- 2000년 5월 : 제16대 국회의원 (전국구/한나라당)
- 2002년 : 한나라당 최고위원, 한나라당 중앙선거대책위원회 부위원장
- 2002년 ~ 2006년 : 한국걸스카우트연맹 부총재
- 2004년 : 고려대학교 교육대학원 초빙교수
- 2006년 2월 ~ 2012년 10월 : 한국걸스카우트연맹 총재
- 2006년 7월 : 제4대 한국간행물윤리위원회 위원
- 2009년 10월 ~ 2012년 : 제32대 세계여성단체협의회 이사
- 2009년 : 경제사회발전노사정위원회 시민단체 위원
- 2009년 : 제17대 한국여성단체협의회 회장
- 2009년 : 한국여성재단 이사
- 2012년 2월 : 제18대 한국여성단체협의회 회장[5]
- 2012년 9월 : 세계여성단체협의회 수석부회장
- 2015년 : 국무총리실 여성정책조정위원
- 2015년 ~ : 한국여성단체협의회 명예회장
- 2015년 5월 ~ : 세계여성단체협의회 회장
- 대한민국헌정회 부회장
- 대한민국헌정회 국제(남·북)협력회 위원장

## 역대 선거 결과
|  | 22.95% |

|  | 38.5% |

|  | 34.5% |

|  | 37.9% |